# بایکس ابری
بایکس ابری (به اسپانیایی: Bajo Ebro) یک منطقهٔ مسکونی در اسپانیا است که در Terres de l'Ebre واقع شده‌است. بایکس ابری ۱٬۰۰۲٫۶ کیلومتر مربع مساحت و ۸۰٬۶۳۷ نفر جمعیت دارد.